# فلاویو اینسینا
فلاویو اینسینا (ایتالیایی: Flavio Insinna؛ زادهٔ ۳ ژوئیهٔ ۱۹۶۵) یک هنرپیشه، مجری تلویزیون اهل ایتالیا است. وی از سال ۱۹۹۰ میلادی تاکنون مشغول فعالیت بوده‌است.
از فیلم‌ها یا برنامه‌های تلویزیونی که وی در آن نقش داشته‌است می‌توان به پنجره‌های روبرو، جنگ‌های صلیبی، پدر ماتئو، پادره پیو: مرد کرامات، زن‌ها دیوانه‌ام می‌کنند، بازگشت و حوزه استحفاظی اشاره کرد.
وی همچنین برندهٔ جوایزی همچون نشان شایستگی از جمهوری ایتالیا شده‌است.